# بورت مايو (مترو باريس)
بورت مايو (بالفرنسية: Porte Maillot)‏ هي محطة مترو تابعة لمترو باريس تقع في فرنسا في الدائرة السادسة عشرة في باريس.[بحاجة لمصدر]

## معرض صور

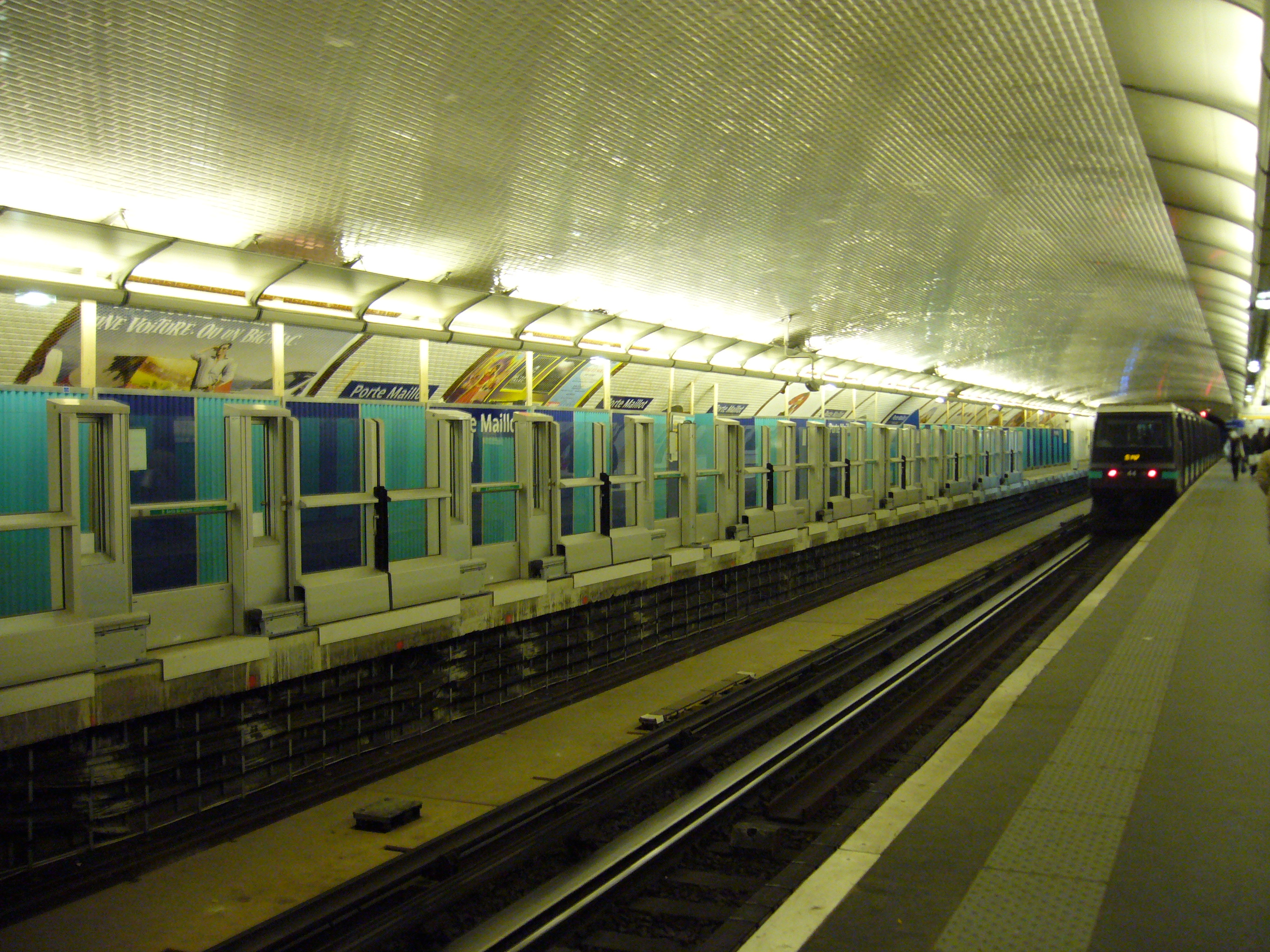
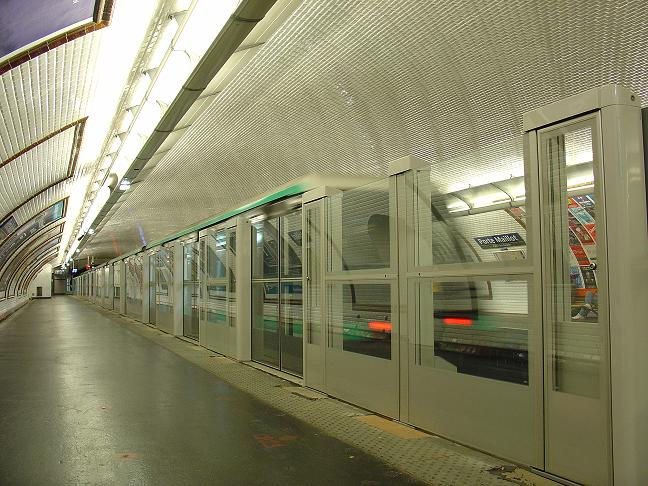
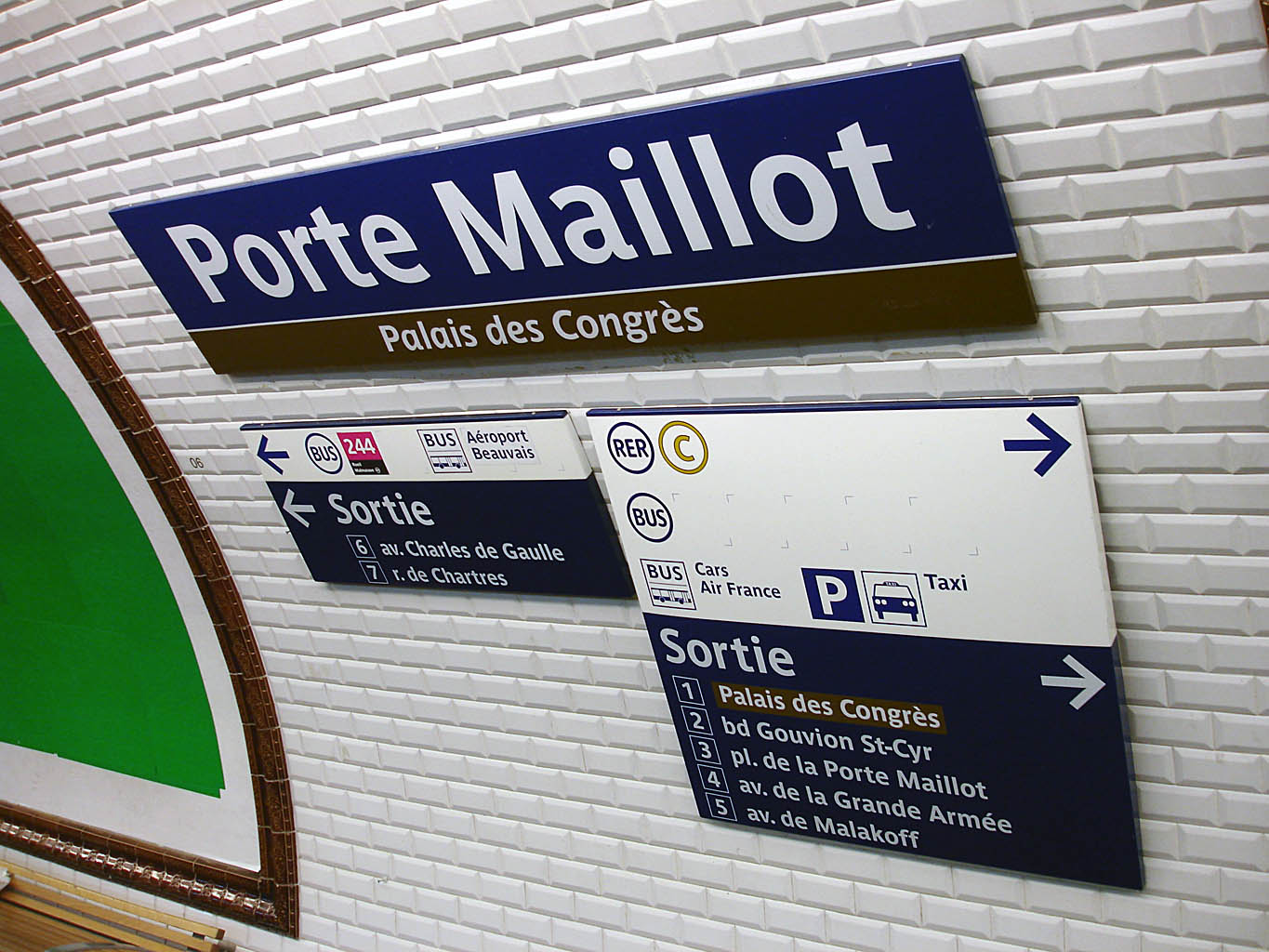